# Пјан Карнезе (Ђенова)
Пјан Карнезе је насеље у Италији у округу Ђенова, региону Лигурија.
Према процени из 2011. у насељу је живело 32 становника. Насеље се налази на надморској висини од 558 м.